# Villa Rosenstraße 18 (Radebeul)

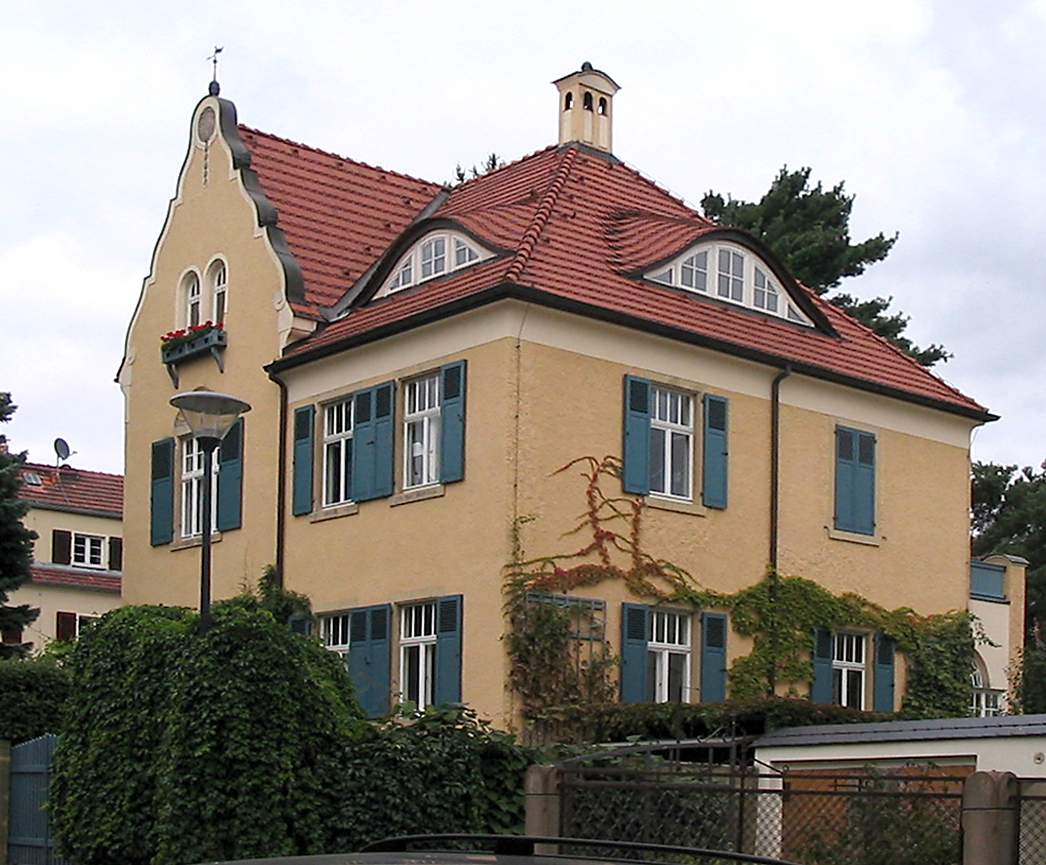
Villa Rosenstraße 18

Die Villa in der Rosenstraße 18 des sächsischen Radebeul ist ein als „Einfamilien-Villa“ gebautes „unregelmäßig-malerisch gebildetes Landhaus“. Es wurde 1904/1905 durch die Baufirma „Gebrüder Ziller“ errichtet. Ab 1928 wohnte die Zeichnerin Alice Sommer mit ihrem Mann, dem Geiger der Dresdner Staatskapelle Hans Morgenstern, in diesem Haus. Morgenstern starb 1966, woraufhin Sommer 1970 zu ihrem Sohn nach München zog.

## Beschreibung

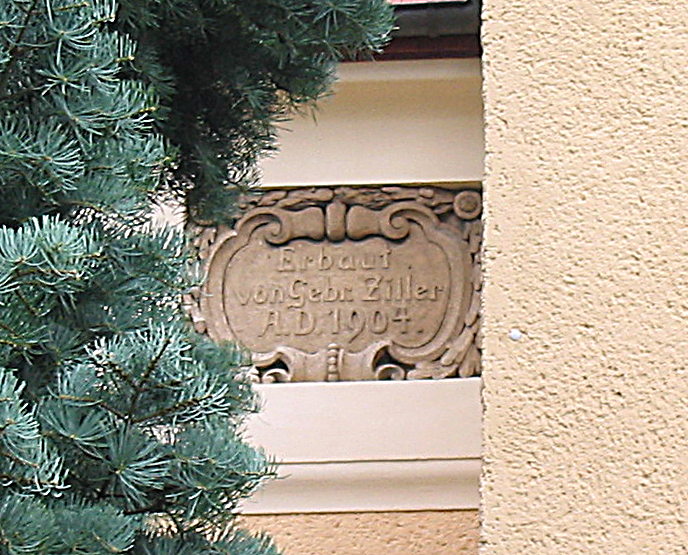
Villa Rosenstraße 18, Kartusche

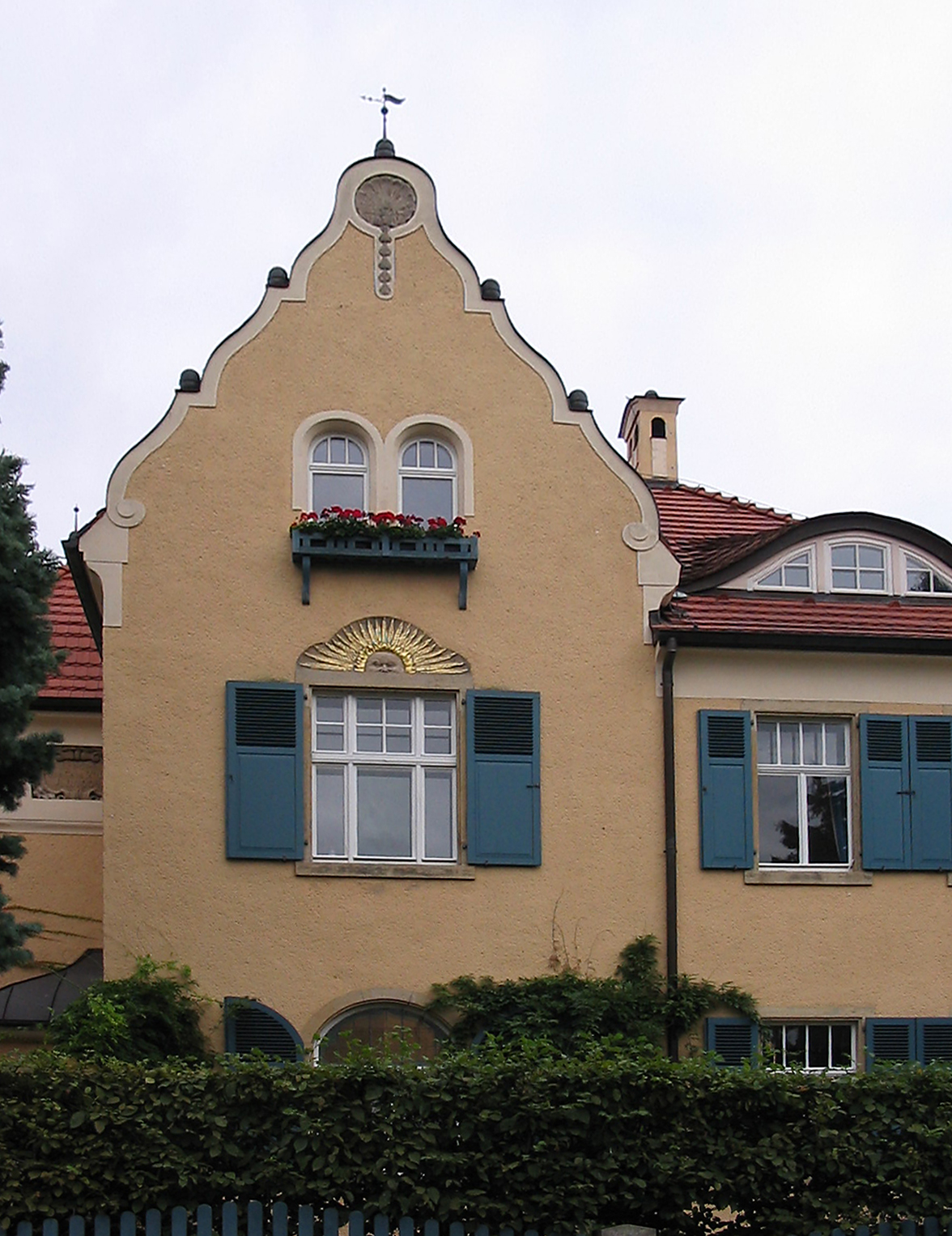
Villa Rosenstraße 18, Seitenrisalit mit Stucksonne

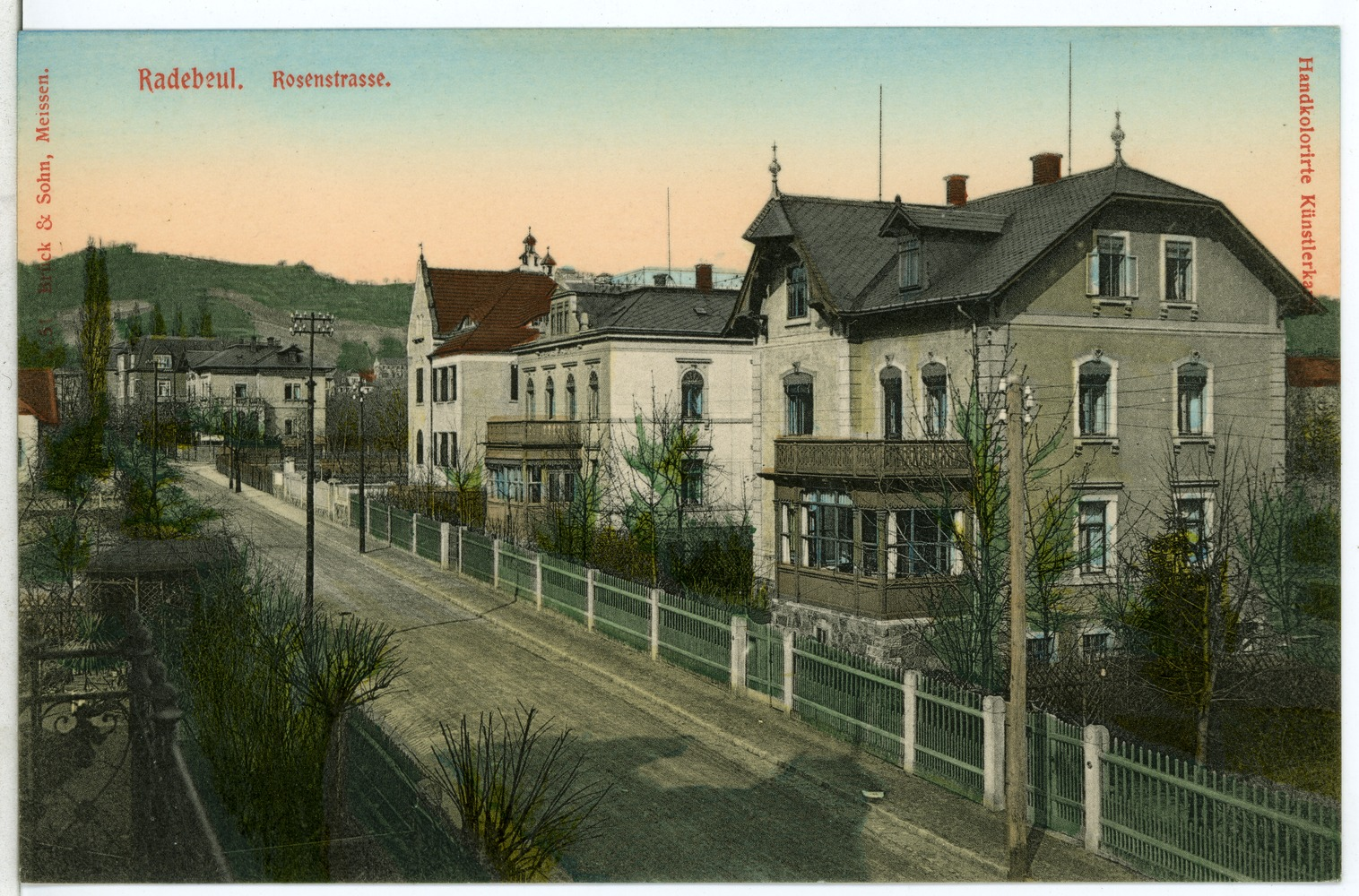
Rosenstraße 16 (2. von re., 1907) noch mit der eckigen Holzveranda; dahinter die hiesige Rosenstraße 18

Der Architekt der Baufirma „Gebrüder Ziller“, Max Steinmetz, entwarf 1904 für seine selbst als Bauträger auftretende Firma das zweigeschossige Gebäude auf einem Bruchsteinsockel mit einem hohen Walmdach, Fledermausgauben und einem verzierten Schornstein. Eine Kartusche am Treppenhaus weist die Inschrift „Erbaut von Gebr. Ziller A.D.1904.“ auf, die Bauvollendungsanzeige erfolgte 1905. Die Fassade des denkmalgeschützten Gebäudes wird durch eine differenzierte Putzstruktur gegliedert.
Auf der linken Seite der Straßenansicht findet sich ein Seitenrisalit mit einem hohen Schweifgiebel, in dem sich über dem Obergeschossfenster eine vergoldete Stucksonne befindet. In der linken Seitenansicht befindet sich das Treppenhaus mit einem Krüppelwalmgiebel und Knauf. Auf dieser Seite ist auch der Eingang zu finden, der von einem geschweiften, säulengestützten Vordach geschützt wird. Auf der Rückseite des Hauses ist eine massive Veranda.
Die Fußgängerpforte in der Einfriedung besteht aus einer zweiflügeligen Tür in einem Sandsteinrahmen. Die Türflügel sind in der oberen Hälfte durchbrochen und gewähren dort den Durchblick durch ein senkrechtes Stabwerk. Über der Tür findet sich ein ebenfalls durchblickbares stärkeres Lattenwerk in Form eines nicht verglasten Oberlichts. Das Sandsteingewände besteht im unteren Teil, bis zur Höhe der links ansetzenden Natursteineinfriedung, aus auf der Innenseite abgefasten Pfeilern. Darüber stehen sich auf der Außenseite verjüngende Pfeilerstücke, die den Querbalken tragen. Dieser ist auf der Oberseite geschweift und mit Kupferblech gedeckt. Die Enden der Balken laufen in Voluten aus. In der Mitte ist die Hausnummer eingemeißelt.
Im Jahr 1939 erfolgten im Erdgeschoss der linken Seitenansicht noch nachträgliche Anbauten.